# Lenita Toivakka
Lenita Anneli Toivakka, née le 28 septembre 1961 à Helsinki, est une femme politique finlandaise membre du Parti de la coalition nationale (Kok). Elle est députée à la Diète nationale de 2007 à 2019 et ministre des Affaires européennes du 24 juin 2014 au 29 mai 2015.

## Biographie

### Formation et vie professionnelle
Après avoir été hôtesse de l'air chez Finnair à partir de 1984, elle obtient en 1988 une maîtrise de sciences commerciales à l'École supérieure de commerce d'Helsinki. Trois ans plus tard, elle intègre la société de son époux, dont elle devient la dirigeante en 2005.

### Parcours politique
À l'occasion des élections législatives du 18 mars 2007, elle se présente dans la circonscription de Savonie-du-Sud. Elle est élue députée à la Diète nationale, engrangeant 3 233 voix de préférence. Le 8 avril 2010, elle est élue vice-présidente du groupe parlementaire du Kok.
Elle est réélue aux élections du 17 avril 2011, avec 5 793 suffrages préférentiels, puis reconduite à la vice-présidence du groupe.

### Entrée au gouvernement
Le 24 juin 2014, le nouveau Premier ministre conservateur Alexander Stubb choisit Lenita Toivakka pour le remplacer dans les fonctions de ministre des Affaires européennes et du Commerce extérieur, alors qu'il constitue le nouveau gouvernement finlandais. En conséquence, elle renonce à ses responsabilités parlementaires.
Candidate à un troisième mandat lors du scrutin du 19 avril 2015, elle le remporte, avec 5 028 voix de préférence.

### Vie privée
Elle est mariée depuis 1987 avec Jukka Toivakka. Ils résident à Mikkeli, dans la région de Savonie du Sud, et ont trois enfants.